# Déclaration constitutionnelle de la République arabe syrienne (2025)
Constitution syrienne de 2012
La Déclaration constitutionnelle de la République arabe syrienne (en arabe الإعلان الدستوري للجمهورية العربية السورية) ou Constitution provisoire syrienne de 2025, est la loi fondamentale provisoire de la République arabe syrienne pendant le gouvernement de transition syrien qui fait suite à la chute du régime Assad.
Elle met en place un régime présidentiel, ce qui fait l'objet de critiques, bien que des avancées soient notées par rapport à la Constitution syrienne de 2012, adoptée sous le régime Assad.

## Contenu
Issu d'une « conférence du dialogue national » tenue à Damas les 24 et 25 février 2025, inspiré de la « Déclaration de la Victoire de la Révolution syrienne » publiée le 29 décembre 2024, rédigé par une commission d'experts et basé sur la Constitution syrienne de 1950, le texte institue un régime hyper-présidentiel, sans président du Conseil des ministres ou premier ministre . Il érige une séparation des pouvoirs, reconnaît la liberté d'expression et les droits des femmes. La liberté de religion est également garantie. Le texte instaure une transition politique de cinq ans.
À l'instar de la Constitution syrienne de 2012, la jurisprudence islamique demeure la principale source de législation, et le président de la République doit être musulman. Le président de la République nomme les membres du Parlement de transition et ceux de la Cour constitutionnelle. L'apologie, la justification et la négation des crimes du régime Assad sont criminalisés par l'article 49-2 de la Déclaration. 
Le texte est rejeté par les Kurdes, qui dénoncent la non-reconnaissance de leur identité, ainsi que par d'autres minorités comme les Assyriens et les Syriaques.
De même, Human Rights Watch critique le texte pour les pouvoirs importants du président, qui n'est pas destituable par le Parlement, et qui nomme les ministres sans l'approbation ou la censure de la législature. Par ailleurs, l'indépendance du pouvoir législatif et judiciaire ne sont également pas assurés, puisque le président nomme directement et indirectement les députés, ainsi que les membres de la Cour constitutionnelle.